# Classe Fuji
La classe Fuji (富士?) fu una classe di corazzate pre-dreadnought della Marina imperiale giapponese della fine del XIX secolo. Il nome è in omaggio al monte Fuji. Furono costruite due navi di questa classe, la Fuji e la Yashima

## Costruzione
Questa classe fu la prima di navi da battaglia moderne costruita appositamente per la Marina Imperiale Giapponese, vennero ordinate con il programma di costruzione del 1893 per contrastare le due moderne navi da guerra di costruzione tedesca di cui disponeva l'impero cinese.
Il progetto di costruzione fu dell'ingegnere G. C. Macrow, fu una variante di quello della classe britannica Royal Sovereign. Installando cannoni di calibro inferiore, ma più potenti e numerosi, sfruttò il peso risparmiato per aumentare la corazzatura delle torrette. Quattro dei cannoni secondari erano installati in casematte a mezzanave, i rimanenti erano in barbetta sul ponte superiore.
La propulsione era fornita da caldaie a tripla espansione verticale (10 per la Fuji e 14 per la Yashima, per una potenza complessiva di 14.000 CV e un'autonomia di 4.000 mn alla velocità di 10 nodi. La chiglia della Yashima era stata tagliata a poppa in prossimità del timone, questo le conferiva un raggio virata inferiore a quello della Fuij, ma sottoponeva a uno stress maggiore il suo scafo.grazie alla riduzione dello scafo
Nel 1901 furono equipaggiate con cannoni più potenti, 16 cannoni da 3"/40 furono rimossi e sostituiti con più potenti cannoni da 12 libbre.
Entrambe le navi parteciparono alla guerra russo giapponese. La Fuji sparò l'ultimo proiettile della battaglia di Tsushima (27 maggio 1905) dando il colpo di grazia alla Borodino. Il 5 maggio 1904 la Yashima urtò una mina navale al largo di Port Arthur, nonostante fosse stata presa a rimorchio per trainarla al sicuro, si capovolse e affondò.
Nel 1910 la Fuij venne aggiornata installando nuove caldaie e sostituendo i suoi cannoni principali vennero sostituiti con pezzi da 30 cm/45 (305mm) Armstrong di fabbricazione giapponese. Nonostante ciò venne declassata a nave da battaglia costiera.
Nel 1922 secondo i termini del trattato navale di Washington la Fuji venne disarmata e immobilizzata. Destinata a compiti di addestramento sopravvisse fino al 1948 quando fu demolita.
Il modello in scala della Yashima, commissionato dal produttore per dimostrare l'aspetto che avrebbe avuto la nave è ancora esistente, in mostra alla Royal Hospital School Hollbrok nel Suffolk. Sulla placca è riportato

## Navi
Ci furono due navi di questa classe:
| Nome    | Cantiere                      | Impostata        | Varata           | Completata       | Fato finale               |
| ------- | ----------------------------- | ---------------- | ---------------- | ---------------- | ------------------------- |
| Fuji    | Thames Iron Works, Poplar     | 1º agosto 1894   | 31 marzo 1896    | 17 agosto 1897   | Smantellata 1948          |
| Yashima | Armstrong, Whitworth, Elswick | 28 dicembre 1894 | 28 febbraio 1896 | 9 settembre 1897 | Affondata, 15 maggio 1904 |